# Stanisław Rybakowski
Stanisław Rybakowski (ur. 1 listopada 1950 w Warszawie) – polski trener kajakarstwa, najlepszy trener roku 1986 w Plebiscycie „Przeglądu Sportowego”.

## Życiorys
Jest absolwentem Akademii Wychowania Fizycznego w Warszawie (1975). W młodości uprawiał różne sporty, ale ostatecznie zdecydował się na kajakarstwo, pływał w kanadyjce. Od 1974 był asystentem Andrzeja Niedzielskiego w reprezentacji Polski seniorów i w tej roli miał udział w srebrnym medalu osady Jerzy Opara-Andrzej Gronowicz w C-2 1000 metrów podczas igrzysk olimpijskich w Montrealu (1976). W 1979 został trenerem reprezentacji Polski kanadyjkarzy, w grudniu 1980 przez pewien czas równocześnie głównym trenerem reprezentacji męskiej (kajakarzy i kanadyjkarzy). Był pomysłodawcą stworzenia kanadyjkowej dwójki Marek Łbik-Marek Dopierała, którą doprowadził do złotych (1986 - C-2 10000 metrów, 1987 - C-2 500 metrów), srebrnych (1985 - C-2 500 metrów, 1986 - C-2 1000 metrów, 1987 - C-2 1000 metrów) i brązowego (1985 - C-2 10000 metrów medali mistrzostw świata) oraz medali olimpijskich podczas igrzysk olimpijskich w Seulu (1988) (srebro w C-2 500 metrów i brąz w C-2 1000 metrów). Ponadto z osadą Marek Łbik-Piotr Pawłowski zdobył brązowy medal mistrzostw świata w 1979, a z osadą Marek Łbik-Tomasz Goliasz srebrny medal mistrzostw świata w 1989. W związku ze swoimi sukcesami został najlepszym trenerem roku 1986 w Plebiscycie „Przeglądu Sportowego”. Odszedł ze swojego stanowiska w 1989. W 2005 został asystentem trenera Aleksandra Kolybelnikova w kanadyjkarskiej reprezentacji Polski. W kolejnych latach pełnił różne funkcje szkoleniowe w Polskim Związku Kajakowym, m.in. prowadził kadrę młodzieżową, w latach 2009-2011 kadrę seniorską, jesienią 2017 był trenerem tymczasowym reprezentacji seniorskiej po rezygnacji Marka Plocha.